# Alberto Cánepa
Alberto Cánepa fue un marino argentino, primera promoción de oficiales de la Escuela Naval y partícipe de la campaña de Santa Cruz (1878) al mando de Luis Py.

## Biografía
Alberto Cánepa nació en Buenos Aires, Argentina, el 13 de octubre de 1858.
El 10 de junio de 1870, con solo doce años de edad, ingresó como aspirante a la Armada Argentina. Sirvió como aspirante y cadete en varios buques de la Armada, entre ellos las goletas Rosetti y Chubut, la cañonera Espora, a bordo de la cual participó de las dos campañas de Entre Ríos contra Ricardo López Jordán, y el buque escuela General Brown.
En 1877 tras el episodio conocido como «el Motín de los Gabanes» de Zárate, que afectó la continuidad de los estudios en la incipiente Escuela Naval, esta se trasladó a bordo de la corbeta cañonera Uruguay.

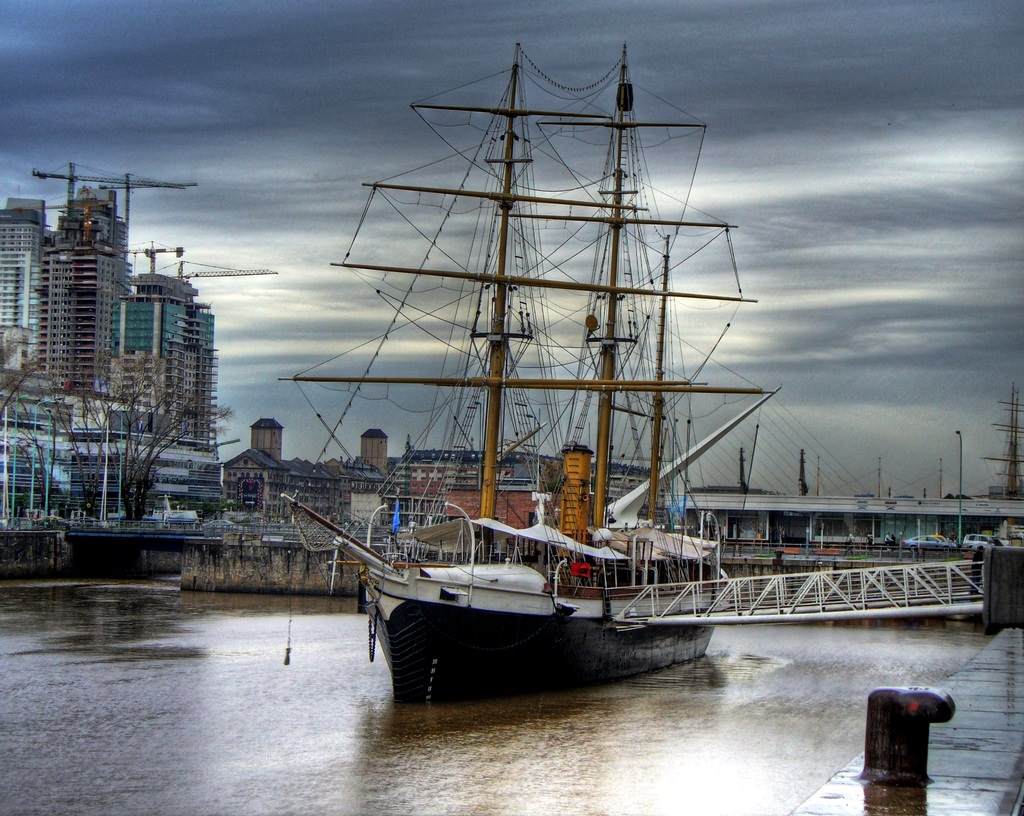
La cañonera corbeta Uruguay.

En 1878 con la Uruguay participó de la llamada Expedición Py a la Santa Cruz, campaña comandada por el comodoro Luis Py destinada a asegurar la soberanía argentina en el territorio en momentos en que parecía inminente un conflicto con Chile y que representó una acción previa a la Campaña del Desierto.
En esa oportunidad la división naval que integraban la Uruguay, el monitor Los Andes y la bombardera Constitución ocupó la margen derecha del Río Santa Cruz (Cañadón Misioneros) en lo que algunos consideran la primera ocasión en que se conformó una fuerza de tareas según el moderno concepto integrada con un Estado Mayor combinado de Marina y Ejército. La fecha de esa acción destinada a facilitar el avance de las fuerzas expedicionarias  y destinada a asegurar esa frontera en momentos en que Argentina y Chile se disputaban el control de la Patagonia al sur de este río y hasta el Estrecho de Magallanes, fue considerada como la de creación de la Flota de Mar Argentina.
En 1879 Alberto Cánepa junto a Juan Picasso, Agustín del Castillo y Emilio Barilari, integró la primera promoción de oficiales de la Escuela Naval pasando a revistar con el grado de subteniente de marina.
Falleció con el grado de teniente en Buenos Aires el 28 de diciembre de 1882 a los 24 años de edad, cuando se desempeñaba como profesor de matemáticas en la Escuela Naval a raíz de una enfermedad contraída en uno de sus frecuentes viajes a los mares australes.